# Orchis tochniana
Orchis tochniana är en orkidéart som beskrevs av Carolus Adrianus Johannes Kreutz och Scraton. Orchis tochniana ingår i släktet nycklar, och familjen orkidéer.
Artens utbredningsområde är Cypern. Inga underarter finns listade i Catalogue of Life.